# Таємний потяг
«Таємний потяг» (англ. Adore) — австралійсько-французький кінофільм режисера Анн Фонтена, що вийшов на екрани в 2013 році.

## Сюжет
Головні героїні картини — Ліл і Роз — дві давні подруги, які закохуються в синів одна одної. Побоюючись розголосу і засудження, вони змушені приховувати свої почуття протягом декількох років. Втім, все таємне рано чи пізно стає явним. Коли інформація про непрості взаємини квартету стає надбанням громадськості, це не тільки загрожує зруйнувати життя обох подруг, але й ставить перед складним вибором їх синів…

## У ролях
| Актор           | Роль |
| --------------- | ---- |
| Наомі Уоттс     | -    |
| Робін Райт      | -    |
| Семюель Ксав'єр | -    |
| Джеймс Фрешвілл | -    |
| Бен Мендельсон  | -    |
| Джессіка Тоуві  | -    |
| Софі Лоу        | -    |
| Гарі Світ       | -    |

## Знімальна група
- Режисер — Анн Фонтен
- Сценарист — Анн Фонтен, Крістофер Хемптон, Доріс Лессінг
- Продюсер — Філіп Каркассон, Мішель Феллер, Барбара Гіббс
- Композитор — Крістофер Гордон